# 壽堯臣
寿尧臣（1562年—？），字叔揆，號祝馀，浙江紹興府诸暨县人，明朝政治人物。

## 生平
嘉靖壬戌（1562年）二月二十四日生。万历十九年（1591年）辛卯科应天乡试第十二名舉人，三十二年（1604年）甲辰科进士，工部觀政，授霍丘县知县，卒于官。

## 家族
曾祖壽泰。祖壽九章。父壽和。母陳氏，继母陳氏。永感下。弟舜臣、禹臣。娶楊氏，子壽國英（國子生）。